# Manuel José Abad y Queipo
Manuel José Abad y Queipo (Santa María de Villarpedre, 26 agosto 1751 – Toledo, 15 settembre 1825) è stato un presbitero spagnolo.

## Biografia
Vescovo eletto di Michoacán, in Messico, fu richiamato in Spagna intorno al 1814 dall'Inquisizione per il suo atteggiamento conciliante e filantropico nei confronti degli indigeni. 
Assolto in seguito all'intercessione di Ferdinando VII, nel 1817 venne nominato ministro della Giustizia e dei Culti. 
Nel corso della rivoluzione del 1820 appoggiò la decisione di sopprimere l'Inquisizione. 
Nel 1822 fu designato dal governo vescovo di Tortosa (senza tuttavia ricevere la necessaria approvazione della Santa Sede) e membro della giunta provvisoria di governo, alla reazione del 1823 venne destituito e recluso in un convento, dove morì due anni dopo.